# Зоран Петровић (фудбалер)
Зоран Петровић (14. јул 1997) црногорски је фудбалер, који тренутно наступа за подгоричку Младост. Петровић је у оквиру Прве лиге Црне Горе у сезони 2016/17. био најбољи стријелац лиге са 14 голова.

## Трофеји

### Младост
- Прва лига Црне Горе (1) : 2015/16.